# HSC Landwehrhagen
Der HSC Landwehrhagen (Handball-Sport-Club Landwehrhagen e.V.) ist ein Sportverein aus dem südniedersächsischen Staufenberg, Ortsteil Landwehrhagen, mit ca. 200 Mitgliedern. Neben Handball als Hauptsparte bietet der Verein u. a. Sportangebote aus den Bereichen Tischtennis und Gymnastik an. Bekannt wurde der HSC vor allem durch seine dreijährige Teilnahme an der 2. Handball-Bundesliga (2004–2006), davon zwei Jahre unter dem Namen HSG Niestetal-Staufenberg.

## Geschichte
Der Verein wurde am 16. Juli 1949 unter dem Namen Handball-Sport-Club Landwehrhagen e.V. gegründet und war die erste Handballmannschaft in der Region Staufenberg. Die Frauen stellten kurz darauf die erste Damen-Handball-Mannschaft in Landwehrhagen. Sie spielten auf Großfeld, Hallen waren rar in der Nachkriegszeit. Nach der Handballsektion wurden Sportgruppen in Turnen und Leichtathletik gegründet. Anfang der 1950er Jahre entstand eine Theatergruppe im HSC. Tischtennis wird seit 1951 regelmäßig beim HSC gespielt.
Bis 1990 war die alte Sporthalle an der Grundschule in Landwehrhagen das Zuhause des Vereins, dann wurde mit dem Bau der Staufenberghalle mehr Raum geschaffen für den Handballsport. Dass es dazu kam, war das Verdienst von Männern wie Heinrich Reiners, der sich, unterstützt von seinen Vorstandskollegen, für den Bau der Halle engagierte und „Motor“ des Vereins über einen langen Zeitraum war.
Der HSC bot nicht nur Sportlern Raum, sondern war auch das Zuhause maritimen Gesangs. 1983 entstand der Shantychor, der inzwischen als eigenständiger Verein weiter besteht. Auch Wintersport fand im HSC statt, Freunde des Skifahrens gründeten im schneereichen Jahr 1986 eine Sparte. Fünf Jahre lang wurden Karnevalveranstaltungen dargeboten.
Die Gründer waren Karl Sakowski, Willi Wassermann, Theo Menger, Helmut Richter, Karl Aschoff, Willi Becker, Ede Kilian, Waltraud Werner, Hilde Richter, Hedweg Aschoff, Irene Menger, Ursel Völker, Gisela Wüstefeld, Frieda Becker, Elsa Dümer, Irmgard Kiel, Vera Koffmane und Irmgard Wassermann.

## Von der 2. Bundesliga bis heute
Bedeutende Sportereignisse organisierte der HSC in der neuen Halle. 1993 waren die Tischtennisspieler der Südwestdeutschen Rangliste in Landwehrhagen zu Gast. Die Pokalspiele der Handballspieler gegen die Zweitligisten HC Empor Rostock und Dessau-Roßlauer HV waren weitere Highlights.
Es ging aufwärts bis zur 2. Handball-Bundesliga, in der sich der HSC drei Jahre, von 2003 bis 2006, hielt. Davon spielte der HSC zwei Jahre in einer Handball-Spielgemeinschaft mit dem TSV Heiligenrode aus Niestetal-Heiligenrode als HSG Niestetal-Staufenberg. Größter Erfolg war das Erreichen des siebten Platzes in der Staffel Nord in der Saison 2004/2005. Austragungsort der Heimspiele war zu dieser Zeit die Sporthalle der Wilhelm-Leuschner-Schule in Niestetal-Heiligenrode. Nach dem sportlichen Abstieg aus der 2. Handball-Bundesliga im Jahr 2006 musste die HSG Insolvenz anmelden, ein Neubeginn in der Regionalliga war nicht möglich, sodass man in der Bezirksoberliga neu anfangen musste. Die Spielgemeinschaft mit Niestetal wurde 2007 aufgrund fehlenden Rückhalts in den Vereinen wieder aufgekündigt, und der Verein tritt seitdem wieder als HSC Landwehrhagen an. 
Geblieben sind Handball und Tischtennis. Die 1. Herrenmannschaft spielt heute in der Landesliga Nord (Hessen). Junge Leute für den Sport zu begeistern, ist jedoch weiter Ziel der neu gegründeten Jugendspielgemeinschaft JSG Niestetal-Staufenberg.  
2016 wurde die erste Herren-Mannschaft vom Spielbetrieb abgemeldet.

## Erfolge der Handball-Abteilung
- 1991 – Meisterschaft und Aufstieg in die 2. Bezirksliga
- 1992 – Meisterschaft und Aufstieg in die 1. Bezirksliga
- 1993 – Erreichen der 2. DHB Pokalhauptrunde
- 1994 – Erreichen der 3. DHB Pokalhauptrunde
- 1995 – Meisterschaft und Aufstieg in die Oberliga Hessen Nord
- 1996 – Vizemeisterschaft in der Oberliga Hessen Nord
- 1997 – Platz 5 Oberliga Hessen Nord
- 1998 – Platz 3 Oberliga Hessen Nord
- 1999 – Platz 5 Oberliga Hessen Nord
- 2000 – Qualifikation zur eingleisigen Oberliga Hessen
- 2001 – Meisterschaft Oberliga Hessen und Aufstieg in die Regionalliga Mitte
- 2002 – Platz 5 in der Regionalliga Mitte
- 2003 – Meisterschaft in der Regionalliga Mitte und Aufstieg in die 2. Handball-Bundesliga
- 2004 – Platz 14 in der 2. Handball-Bundesliga
- 2005 – Platz 7 in der 2. Handball-Bundesliga (HSG Niestetal-Staufenberg)
- 2006 – Drittletzter in der 2. BL und Abstieg in die Regionalliga (HSG Niestetal-Staufenberg)
- 2007 – Platz 13 in der Bezirksoberliga Kassel-Waldeck
- 2008 – Meisterschaft und Aufstieg in die Landesliga Nord (Hessen)
- 2009 – Platz 11 in der Landesliga Nord (Hessen)
- 2010 – Platz 4 in der Landesliga Nord (Hessen)